# Grammia sociata
Grammia sociata là một loài bướm đêm thuộc phân họ Arctiinae, họ Erebidae.